# حقوق زنان در افغانستان
وضعیت حقوق زنان در افغانستان در طول تاریخ متفاوت بوده‌است. زنان برای اولین بار طبق قانون اساسی ۱۹۶۴ رسماً برابر اعلام شدند. اگرچه این حقوق و آزادی‌های مدنی و شخصی از در دهه ۱۹۹۰ توسط حاکمان موقت مختلف به ویژه در دوران حکومت طالبان از آنها سلب شد. از زمان شکست رژیم طالبان در اواخر سال ۲۰۰۱، حقوق زنان به تدریج تحت جمهوری اسلامی افغانستان بهبود یافت و زنان دوباره به صورت قانونی تحت قانون اساسی سال ۲۰۰۴، که تا حد زیادی از نسخهٔ سال ۱۹۶۴ الهام گرفته‌شده بود، با مردان برابر اعلام شدند. با وجود تلاش‌های جنبش زنان در افغانستان، و کمک‌های جامعه بین‌المللی برای بهبود وضعیت، این روند بسیار آرام پیش می‌رود و حتی امروزه میزان خشونت علیه زنان در افغانستان بسیار بالا است، که همچنان باعث نگرانی بین‌المللی می‌شود.
در پی هجوم طالبان و سقوط جمهوری اسلامی افغانستان در اوت ۲۰۲۱، نگرانی‌ها در مورد آیندهٔ زنان در این کشور افزایش یافت.

## بررسی اجمالی

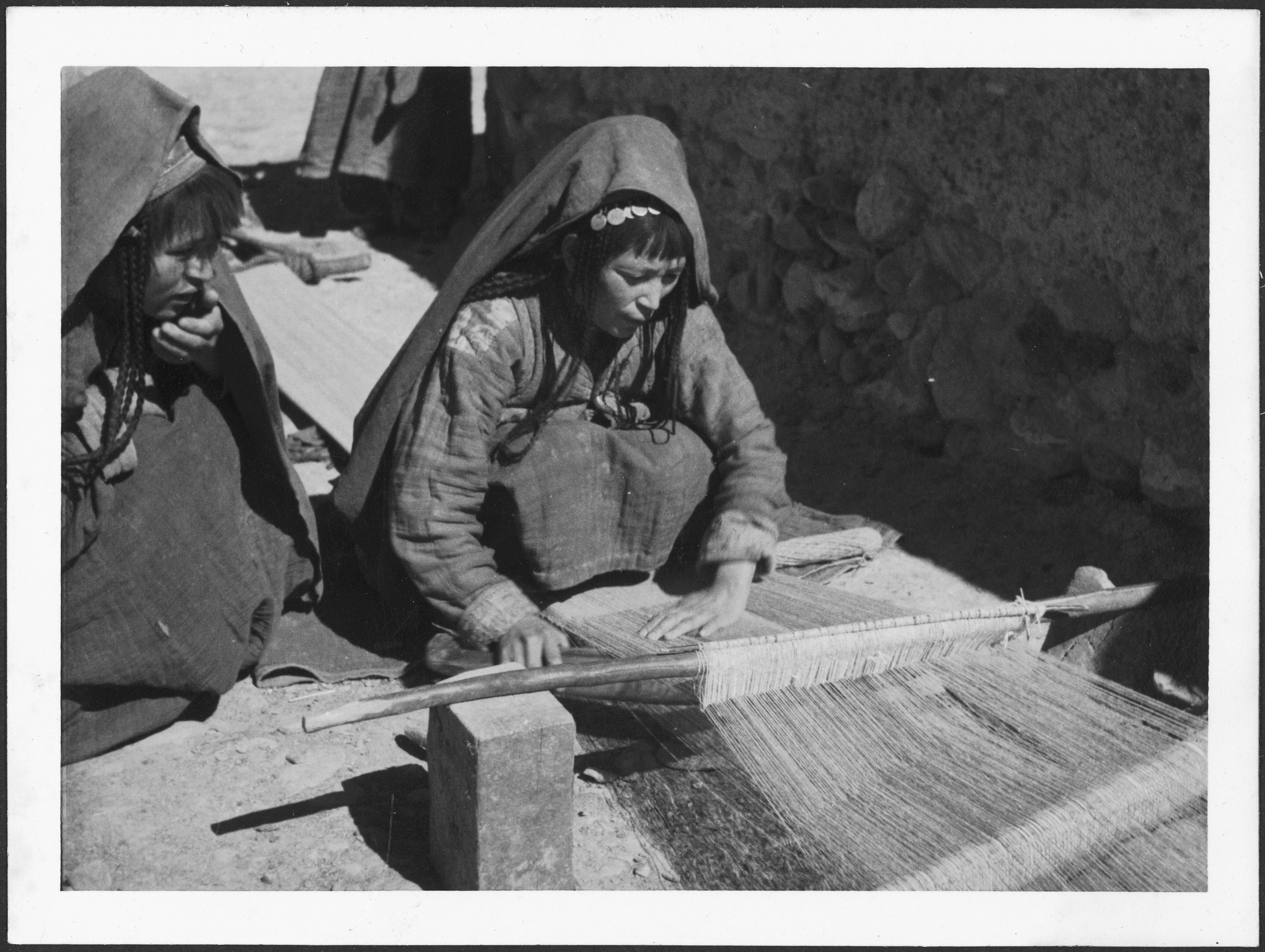
زنان ترکمن در حال نساجی در افغانستان، ح. ۱۹۳۹؛ زنان به‌طور سنتی در کشور کار بافندگی انجام می‌دهند

جمعیت افغانستان تقریباً ۳۴ میلیون نفر است. از این تعداد، ۱۵ میلیون نفر مرد و ۱۴٫۲ میلیون نفر زن هستند. حدود ۲۲ درصد مردم افغانستان شهرنشین هستند و ۷۸ درصد باقیمانده در مناطق روستایی زندگی می‌کنند. بر اساس سنت محلی، اکثر زنان بلافاصله پس از اتمام دبیرستان ازدواج می‌کنند. بسیاری از آنها تا پایان عمر به عنوان خانه‌دار زندگی می‌کنند.

## تاریخچه

### امان‌الله خان
برخی از حاکمان افغانستان تلاش کرده‌اند آزادی زنان را افزایش دهند. این تلاش‌ها در بیشتر موارد ناموفق بود. با این حال، تعدادی از رهبران توانستند تغییرات قابل توجهی را به صورت موقتی ایجاد کنند. اولین آنها پادشاه امان‌الله بود که از ۱۹۱۹ تا ۱۹۲۹ حکومت کرد و برخی از تغییرات قابل توجه را در تلاش برای یکپارچه‌سازی و نوگرایی کشور انجام داد. او شروع به ترویج آزادی زنان در حوزه عمومی کرد تا کنترل خانواده‌های مردسالار بر زنان را کاهش دهد. امان‌الله بر اهمیت تحصیل زنان تأکید می‌کرد. وی در کنار تشویق خانواده‌ها برای فرستادن دختران خود به مدرسه، رونمایی از زنان را تشویق و آنها را ترغیب کرد تا سبک لباس پوشیدن غربی‌تری را در پیش بگیرند. در سال ۱۹۲۱، او قانونی را وضع کرد که ازدواج اجباری، ازدواج کودکان و عروس‌فروشی را لغو کرد، و محدودیت‌هایی را برای تعدد زوجات، یک روش معمول در بین خانوارهای منطقه‌ایِ افغانستان، ایجاد کرد.
اصلاحات اجتماعی مدرن برای زنان افغان هنگامی آغاز شد که ملکه ثریا، همسر امان‌الله خان، اصلاحات سریعی را برای بهبود زندگی زنان و موقعیت آنها در خانواده، ازدواج، تحصیل و زندگی حرفه‌ای انجام داد. او اولین مجله زنانه و همچنین اولین سازمان زنان، انجمن حمایت نسوان را تأسیس کرد. او با حضور در کنار همسرش، حجاب خود را در ملاء عام برداشته و نمونه‌ای برای زنان دیگر شد که از او الگو گرفتند. او تنها زنی بود که در فهرست حاکمان افغانستان ظاهر شد و به عنوان یکی از اولین و قدرتمندترین فعالان زن افغان و مسلمان شناخته می‌شود.
این اصلاحات اجتماعی و حمایت از زنان منجر به اعتراض‌هایی شد که در نهایت به سقوط سلطنت امان‌الله در سال ۱۹۲۹ انجامید. جانشین او حجاب را دوباره الزامی، و اصلاحات حقوق زنان را دفع کرد.

### محمد ظاهر شاه
محمد نادر شاه و محمد ظاهر شاه با احتیاط بیشتری عمل کردند، اما با این وجود برای بهبود متوسط و مداوم حقوق زنان تلاش کردند پس از جنگ جهانی دوم اصلاحاتی ضروری از سوی دولت تشخیص داده شد، که منجر به زنده‌شدن جنبش زنان شد. در سال ۱۹۴۶، انجمن رفاه زنان تحت حمایت دولت با سرپرستی ملکه حمیرا تأسیس شد و در سالهای ۱۹۵۰–۱۹۵۱، دانشجویان زن در دانشگاه کابل پذیرفته شدند.

### محمد داوود خان

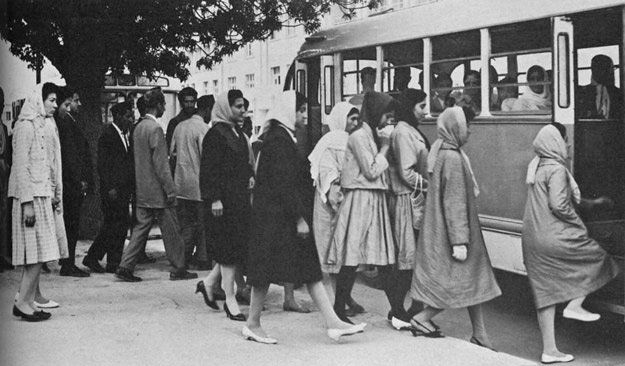
زنان افغان در کابل در حال ورود به اتوبوس در دهه ۱۹۵۰

پس از انتخاب محمد داوود خان به عنوان نخست‌وزیر در سال ۱۹۵۳، اصلاحات اجتماعی صورت گرفت که زنان را تشویق به حضور عمومی می‌کرد.
یکی از اهداف او این بود که از سنت فوق‌العاده محافظه کارانه و اسلام گرایانه در برخورد با زنان به عنوان شهروندان درجه دو خارج شود. او در دوران خود پیشرفتهای چشمگیری در جهت مدرنیزاسیون داشت.
داوود خان روند رهاسازی زنان را با دقت و به تدریج آماده کرد. وی با استخدام زنان در رادیو کابل در سال ۱۹۵۷ شروع کرد و تیمی از نمایندگان زن را به کنفرانس زنان آسیایی در قاهره فرستاد، همچنین چهل دختر را در کارخانه سفال‌سازی دولتی در سال ۱۹۵۸ استخدام کرد. این عمل بدون هیچ شورشی روبرو شد، از این‌رو دولت تصمیم گرفت که وقت آن رسیده‌است که مرحلهٔ بسیار بحث‌برانگیز رونمایی را آغاز کند. در اوت ۱۹۵۹، در دومین روز جشن حکومتی، ملکه حمیرا بیگم، شهبانو بلقیس و در کنار داوود خان و همسرش زینب خاتون در مراسم رژه ارتش بدون حجاب و با روی باز ظاهر شدند. گروهی از روحانیون اسلامی نامه اعتراض‌آمیزی را به نخست‌وزیر داوود خان ارسال کردند و خواستار احترام به سخنان شریعت شدند. نخست‌وزیر با دعوت آنها به پایتخت و ارائه مدرکی به آنها مبنی بر اینکه کتاب مقدس در واقع چادری را می‌طلبد، پاسخ داد. روحانیون نتوانستند چنین پاسخی را قبول کنند، اما داوود خان اعلام کرد که اعضای زن خانوادهٔ سلطنتی دیگر حجاب به‌سر نخواهند کرد، زیرا قوانین اسلامی چنین چیزی را الزامی نکرده‌است. در حالی که چادری هرگز ممنوع نشد، ملکه و همسر نخست‌وزیر نمونه‌ای برای زنان و دختران مقامات دولتی و دیگر زنان شهری از طبقه بالا و طبقه متوسط شدند. از پیشگامان آن کبرا نورزایی و معصومه عصمتی وردک بودند.
تعداد کمی از زنان توانستند به عنوان دانشمند، معلم، پزشک و کارمند دولتی مشاغل خود را حفظ کنند و از آزادی قابل توجهی با فرصت‌های آموزشی قابل توجه برخوردار بودند.
قانون اساسی ۱۹۶۴ حقوق مساوی از جمله حق رای عمومی و حق نامزدی را برای زنان قائل شد. با این حال، اکثریت زنان همچنان از این فرصت‌ها محروم بودند، زیرا این اصلاحات در خارج از شهرها تأثیر چندانی نداشت. حومه یک جامعه عمیقاً مردسالارانه و قبیله‌ای بود.
در سال ۱۹۷۷، انجمن انقلابی زنان افغانستان (راوا) توسط مینا کشورکمال تأسیس شد. دفتر او به کویته در پاکستان منتقل شد، جایی که در سال ۱۹۸۷ ترور شد. راوا هنوز در مناطق افغانستان و پاکستان فعالیت می‌کند.

### شورای زنان افغانستان
شورای زنان افغانستان (AWC) سازمانی زیر نظر جمهوری دموکراتیک افغانستان (۱۹۷۸–۱۹۸۷) و جمهوری افغانستان (بین ۱۹۸۷ تا ۱۹۹۲) بود. AWC تا سال ۱۹۸۹، توسط معصومه عصمتی وردک رهبری و توسط کارکنان هشت زن اداره می‌شد. در سال ۱۹۷۸، دولت به رهبری نورمحمد تره‌کی، حقوق مساوی را برای زنان قائل شد. این به آنها توانایی نظری برای انتخاب همسر و شغل خود را داد. شورای زنان افغانستان تقریباً ۱۵۰٬۰۰۰ عضو و دفتر در تقریباً همه ولایت‌ها داشت. AWC در مبارزه با بیسوادی به زنان در افغانستان خدمات اجتماعی ارائه می‌دهد و آموزش‌های حرفه ای را در زمینه‌های منشیگری، آرایشگری و تولیدی ارائه می‌کرد. بسیاری از قربانی شدن این شورا در طول مذاکرات آشتی ملی خبر دادند که در سال ۱۹۸۷ آغاز شد. ادعا می‌شود که در سال ۱۹۹۱ حدود هفت هزار زن در مؤسسه آموزش عالی و ۲۳۰ هزار دختر در مدارس سراسر افغانستان مشغول به تحصیل بودند. همچنین حدود ۱۹۰ استاد زن و ۲۲۰۰۰ معلم زن وجود داشتند.

### قرن ۲۱
بر اساس قانونی که در تاریخ ۲ آوریل ۲۰۰۹ میلادی، به امضاء حامد کرزای، رئیس‌جمهور افغانستان رسید، زنان شیعه‌مذهب موظفند، در هر زمان نیازهای جنسی شوهرشان را برآورده کنند. بر طبق این قانون، زنان حق ندارند بدون اجازهٔ همسر از منزل خارج شوند. این قانون خشم مدافعان حقوق زنان را برانگیخت.
حقوق زنان پس از سقوط جمهوریت در افغانستان:
۱۴۰۰، پس از تسلط طالبان در افغانستان وضعیت حقوق بشر در مجموع و وضعیت زنان به صورت خاص دگرگون شد.
طالبان که خود یک گروه رادیکالیزم اسلامی است به شدت با حضور زنان در ادارات حکومتی و اجتماعات مخالف است این گروه تندرو که پس از فرار رئیس‌جمهور اشرف غنی کابل را تصرف کردند در اولین اقدام شان وزارت زنان را منحل و آن را به وزارت امر به معروف و نهی از منکر تبدیل کرد،
دیری نگذشته بود که فرمان رهبر این گروه تندرو علیه زنان صادر شد که در آن از حجاب اجباری برای زنان خبر می‌داد که در صورت عدم رعایت این فرمان از سوی زنان، زنان و بعد تر مرد بزرگ‌تر خانواده مجازات خواهند شد.
قوانین سخت گیرانه طالبان علیه زنان باعث شد که زنان را از حقوق ابتدائی و انسانی شان محروم شوند، دختران دیگر نمی‌توانند به مکتب بروند، زنان از حق کار در کنار مردان محروم شدند و حضور زنان در اجتماع کم رنگ شد
زنان شجاع افغانستان بارها به جاده‌ها برآمدند و شعار آزادی، تحصیل و کار را دادند.
ولی هر بار از طرف تفنگ بدستان طالبان سرکوب، شکنجه، تحقیر و به زندان فرستاده شدند، و اعتراف‌های اجباری از زنان در زندان گرفته شد
در واقع زنان در افغانستان از سوی طالبان به گروگان گرفته شده‌اند، چنانچه هر تلاش گروه طالبان که برای به رسمیت شناخته شدن حکومت استبدادی قومی، و مذهبی آنان از سوی جامعه جهانی به ناکامی می‌انجامد، طالبان با فرمان تازه ای محدودیت بیشتری بر زنان وضع می‌کنند.
زنان تنها ای که خود نان آور خانواده هستند با وضع قوانین سخت گیرانه طالبان علیه زنان که حق بیرون رفتن زنان تنها را منع قرار داده‌است با چالش جدی تری مواجه شده‌اند.
فقر و بیکاری از یک طرف قیودات سخت گیرانه و غیرانسانی طالبان از سوی دیگر عوامل است که زنان را عملاً به انزوا کشانده.
در حال حاضر هیچ زنی در کابینه حکومت طالبان، ادارات حکومتی و در اجتماعات در سراسر افغانستان وجود ندارد،
در واقع نیم از پیکر جامعه افغانستان از صحنه حذف شده‌است.
از آزادی بیان و آزادی رسانه‌ها خبری نیست خبرنگاران محدود زن که در رسانه‌ها باقی ماندن مجبور کردن که در رسانه‌های تصویری با ماسک ظاهر شوند.
طالبان هر انتقادی علیه خودشان را جرم تلقی کرده و هر منتقد را سرکوب، تحقیر، شکنجه و به زندان فرستاده‌اند.
جامعه جهانی از وضعیت نابه هنجار و غیرانسانی که زنان افغانستان با آن دست و پنجه نرم می‌کند هیچ اقدام کار عملی نکرده‌است و تنها با اظهار تأسف از چالش‌های زنان با آنان رو برو اند بسنده کرده‌است.
در جامعه که فقر بیکاری بیداد می‌کند، امنیت روانی از جامعه به هم ریخته و امید به آینده به صفر تقرب کرده
دختران که از تحصیل بازمانده است و زنان که دست شان از کار گرفته شده‌است اولین قربانیان این وضعیت است.
طالبان که یک گروه ایدئولوژیک است، و به ارزش‌های حقوق بشری وقعه نمی‌گذارد، پس از به قدرت رسیدن، کمسیون حقوق بشر افغانستان را لغو کرد و با قانونی ساختن تبعیض علیه زنان عملاً مشارکت زنان را در اجتماع مسدود ساخته.
گروه حاکم خود کامه و اقتدارگرا که فاقد مشروعیت داخلی و بین‌المللی است و از راه زور به قدرت رسیده با نگاه تنگ نظرانه اش نسبت به زنان، اقلیت‌های قومی و مذهبی و زندگی آنها را به مشکل مواجه ساخته
در حکومت طالبان تنها کسانی راه می‌یابند که تفکر و ایدئولوژی طالبان را بازتاب دهد.
با تحولات جدید در جهان به خصوص جنگ اکراین، جامعه جهانی سرنوشت مردم فقر زده افغانستان را به دست رادیکالیزم گروه سپرده‌است که ۲۵ سال در جنگ و خشونت خو گرفته‌اند و با صلح و هم دیگرپذیری و حقوق شهروندی بیگانه است.
گروه که در اثر توطئه در افغانستان حاکم شد به هیچ اصول شهروندی و حقوق بشری پابند نیست این گروه فاقد مشروعیت هر از گاهی فرامین و دستورات جدید را برای محدودیت حقوق شهروندی و حق دسترسی به اطلاعات به اجرا می‌گذارد این گروه به صلح و احترام گذاشتن به حقوق اتباع باورمند نیست، صلح همدیگرپذیری نه بلکه تسلیم شدن بدون قید شرط مخالفان شان می‌پندارد و به هیچ وجه برافراندوم و انتخابات تن نمی‌دهد.
یک سال قبل که جمهوریت در افغانستان حاکم بود مشارکت زنان در تمام سطوح دولتداری، پارلمان، قضا، سیاست، اقتصاد، اجتماع، آموزش، صحت و سایر بخش‌ها نمونه‌های بارز از گام برداشتن افغانستان به جلو به حساب می‌آمد و حفظ این دست‌آوردها و حضور زنان در مذاکرات صلح با گروه طالبان در قطر نماینده‌های زن نیز طرف مذاکره کننده بودند و در مورد حقوق بشر، حقوق زنان و حفظ دست‌آوردهای ۲۰ سال اخیر با طالبان در چانه زنی بودند.
اما یک سال پس از سقوط جمهوریت توسط طالبان زنان این کشور از کوچک‌ترین و ابتدایی‌ترین حقوق اولیه زندگی یعنی حق کار و حق آموزش محروم شدن زنان که در سطوح اجتماع حضور داشتند از وظیفه سبک دوش شدن و خانه نشین شدند،
اما نه سخنی از حفاظت حقوق زنان افغانستان است و نه شاهد مشارکت زنان در ساختار حکومتداری در سطوح مختلف جامعه هستیم گروه تاریک اندیش طالبان صلح را به سخره گرفته‌اند و زنان افغانستان از دسترسی به ابتدایی‌ترین حقوق شان نیز محروم شده‌اند.
فقر و تنگ دستی خانواده‌ها را مجبور ساخته‌است تا دست به فروش فرزندان شان بزنند،
فقر و بیکاری در حال گسترش است و طالبان هیچ برنامه و راهکار برای کاهش فقر نداشته و ندارد.
طالبان تسلط یک سالگی شان را به افغانستان در حال جشن می‌گیرند که بالاتر از ۷۰٪ مردم در خط فقر به سر می‌برند و بسیاری از خانواده‌ها برای سیر کردن کدام فرزندش تصمیم سختی باید بگیرند تا یکی از فرزندش فروخته شود تا شکم بقیه سیر شود در این میان دختران زودتر به فروش می‌رود و ازدواج‌های قبل از وقت بیشتر از پیش رونق گرفته‌است.
رسانه‌ها دیگر نمی‌توانند مانند گذشته آزادانه گزارش دهند و هر از گاهی مورد ضرب و شتم قرار می‌گیرند و دسترسی به اطلاعات محدود شده‌است.
گزارش تازه سازمان گزارشگران بدون مرز نشان می‌دهد که تا قبل از ۱۵ اوت سال ۲۰۲۱ افغانستان دارای ۵۴۷ رسانه بود اما از این میان ۲۱۹ رسانه طی یک سال اخیر تعطیل شده‌اند.
به گفتهٔ این سازمان در مجموع هفت هزار و ۹۸ روزنامه‌نگار دیگر کار نمی‌کنند که ۵۴٬۵۲ درصد از این روزنامه نگاران مرد هستند.
به گفته این سازمان زنان روزنامه‌نگار از این وضعیت بیشتر متأثر شده‌اند و ۷۶٬۱۹ درصد آنها شغل خود را از دست داده‌اند.

## نگارخانه

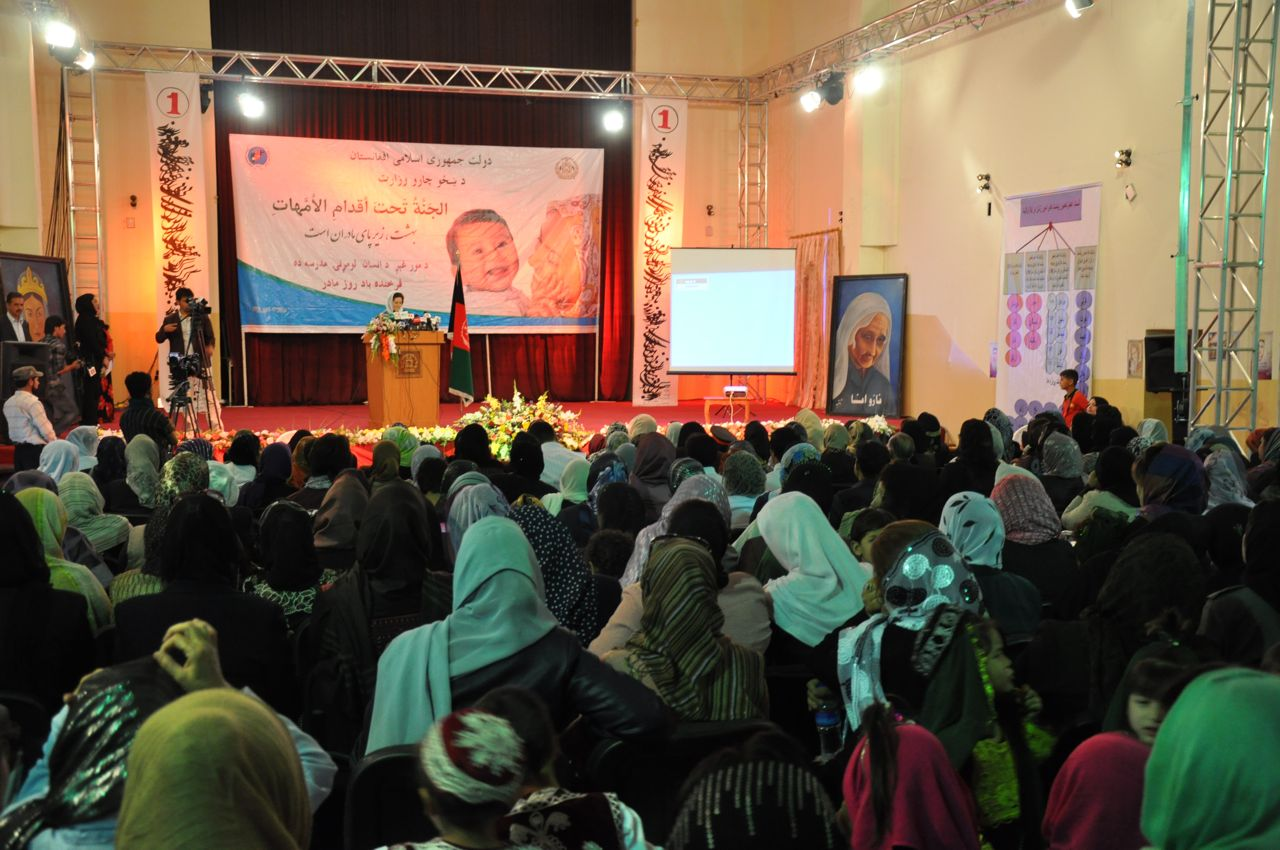
رویداد روز مادر در افغانستان
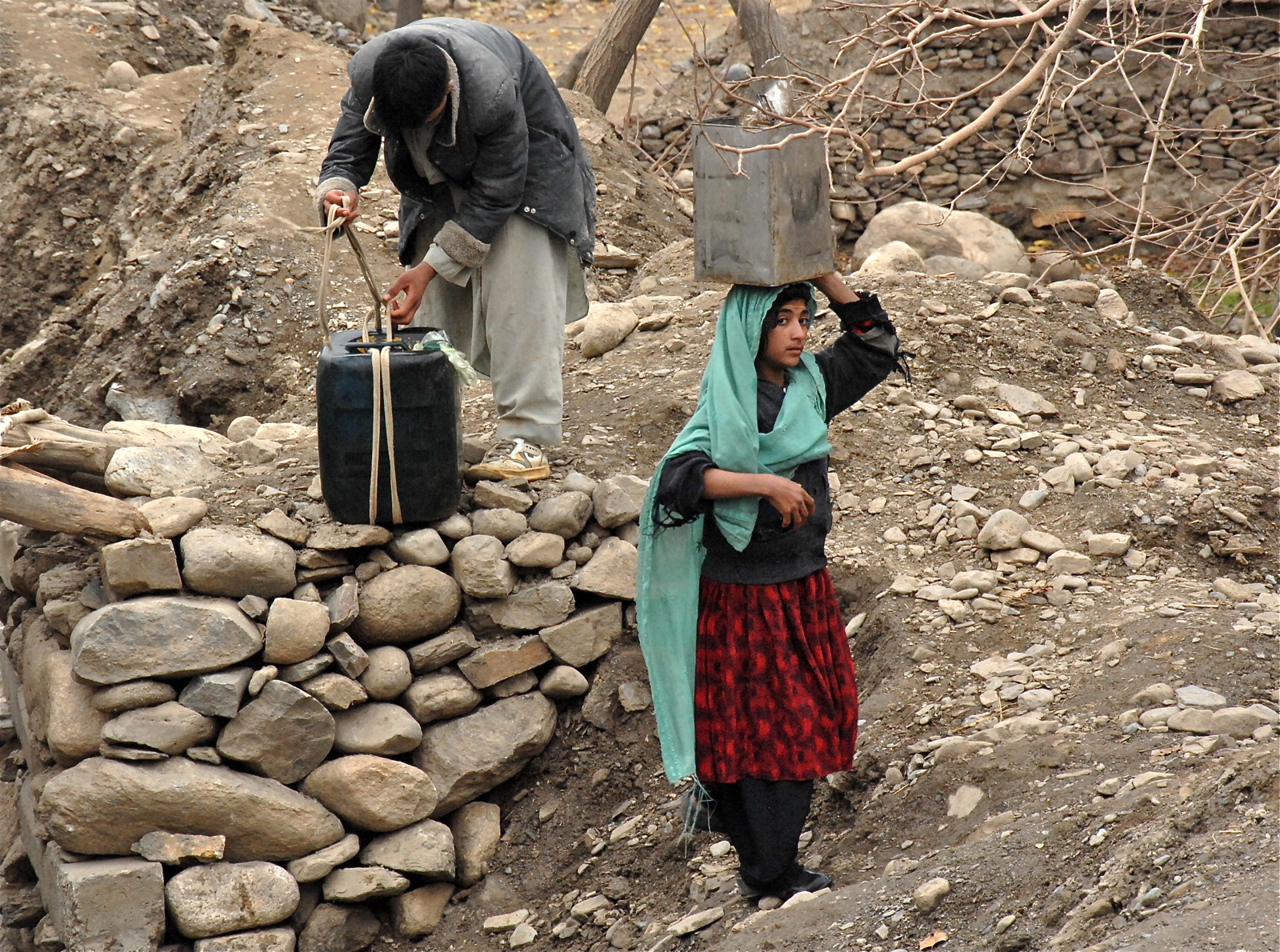
زن جوانی که آب می‌کشد
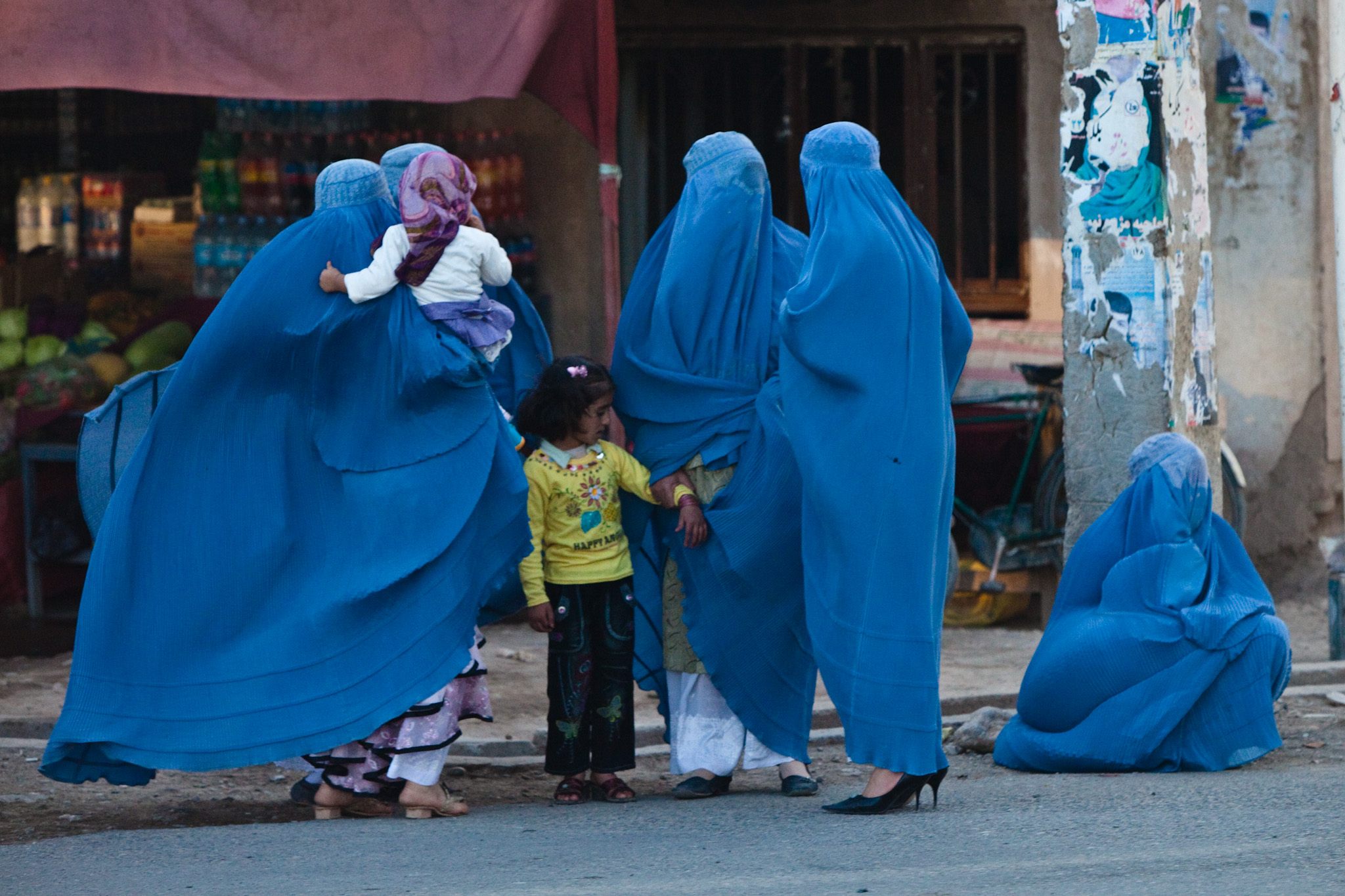
گروهی از زنان برقع-پوش در هرات
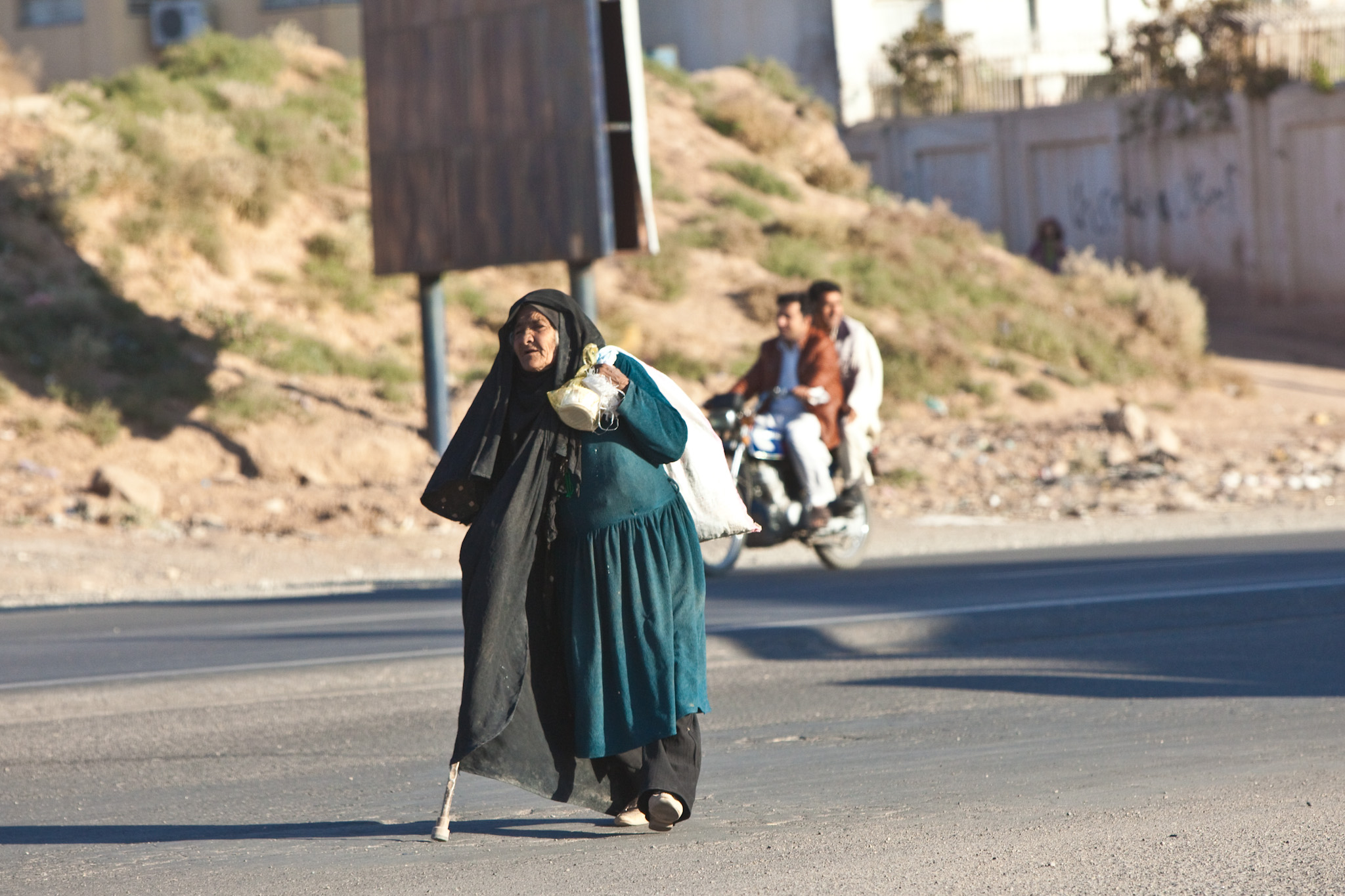
پیرزن در هرات
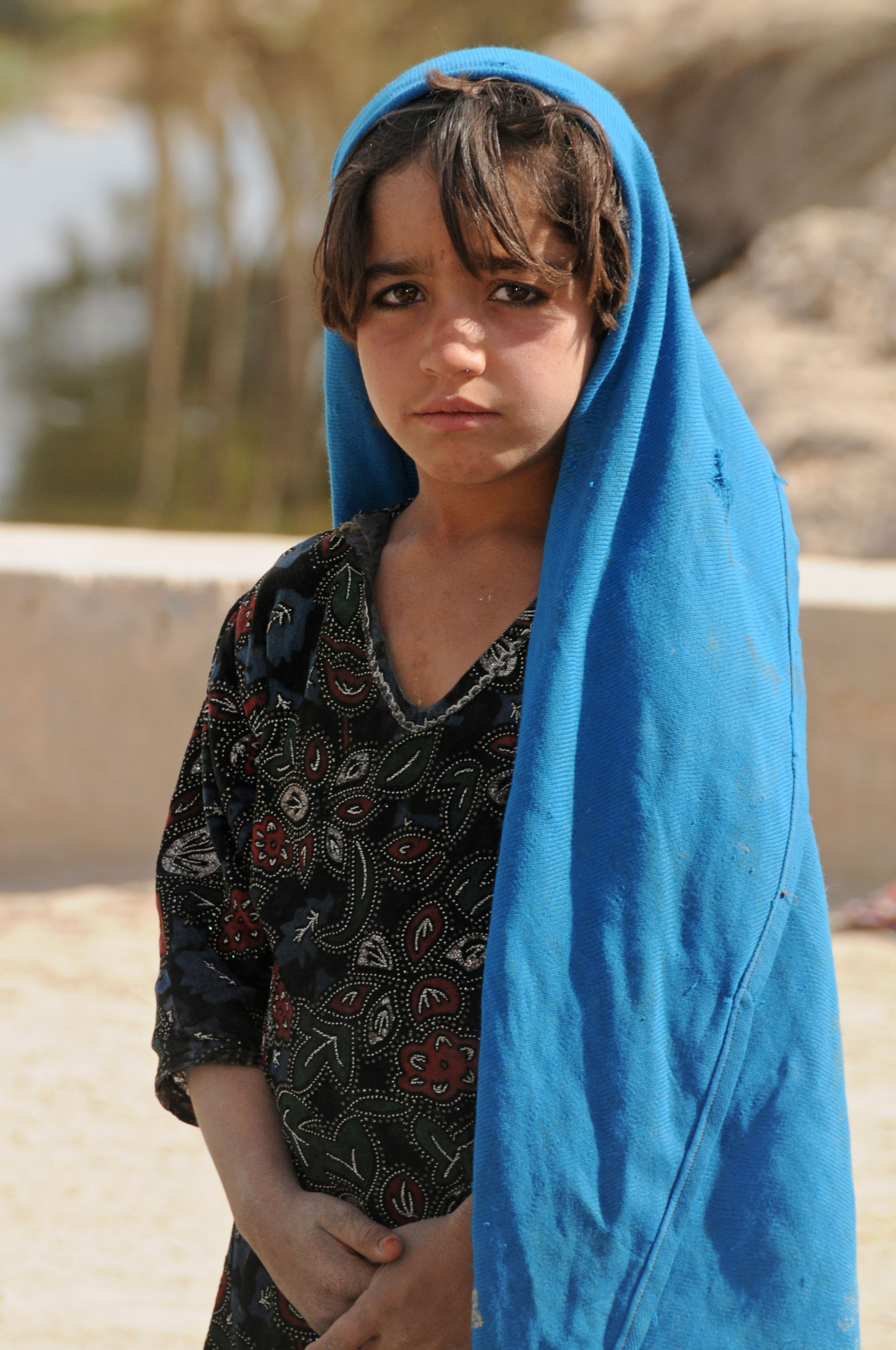
یک دختر افغان از ولایت اروزگان
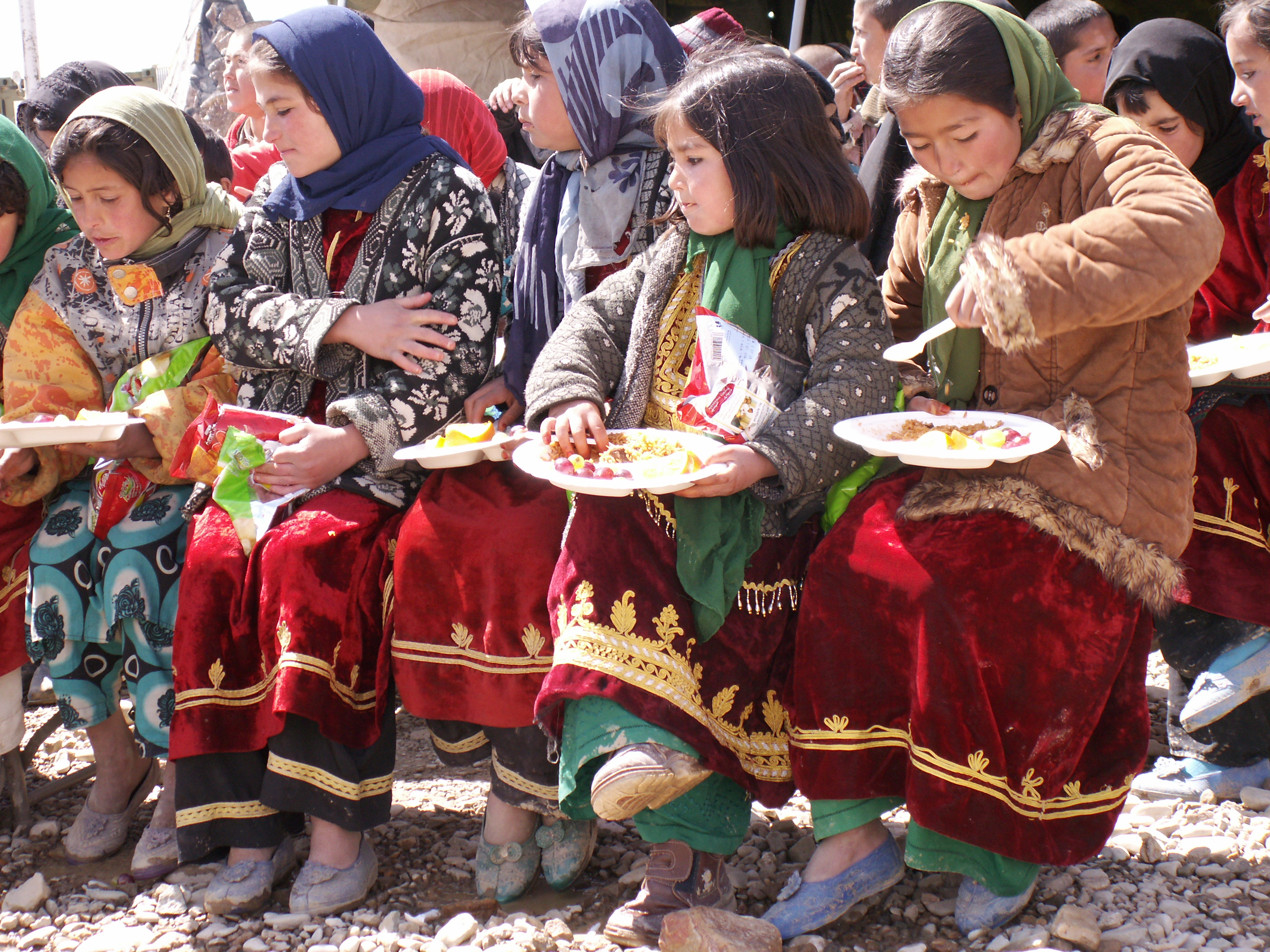
دختران در حال لذت بردن از غذا در فیروزکوه (غور) در روز یتیم
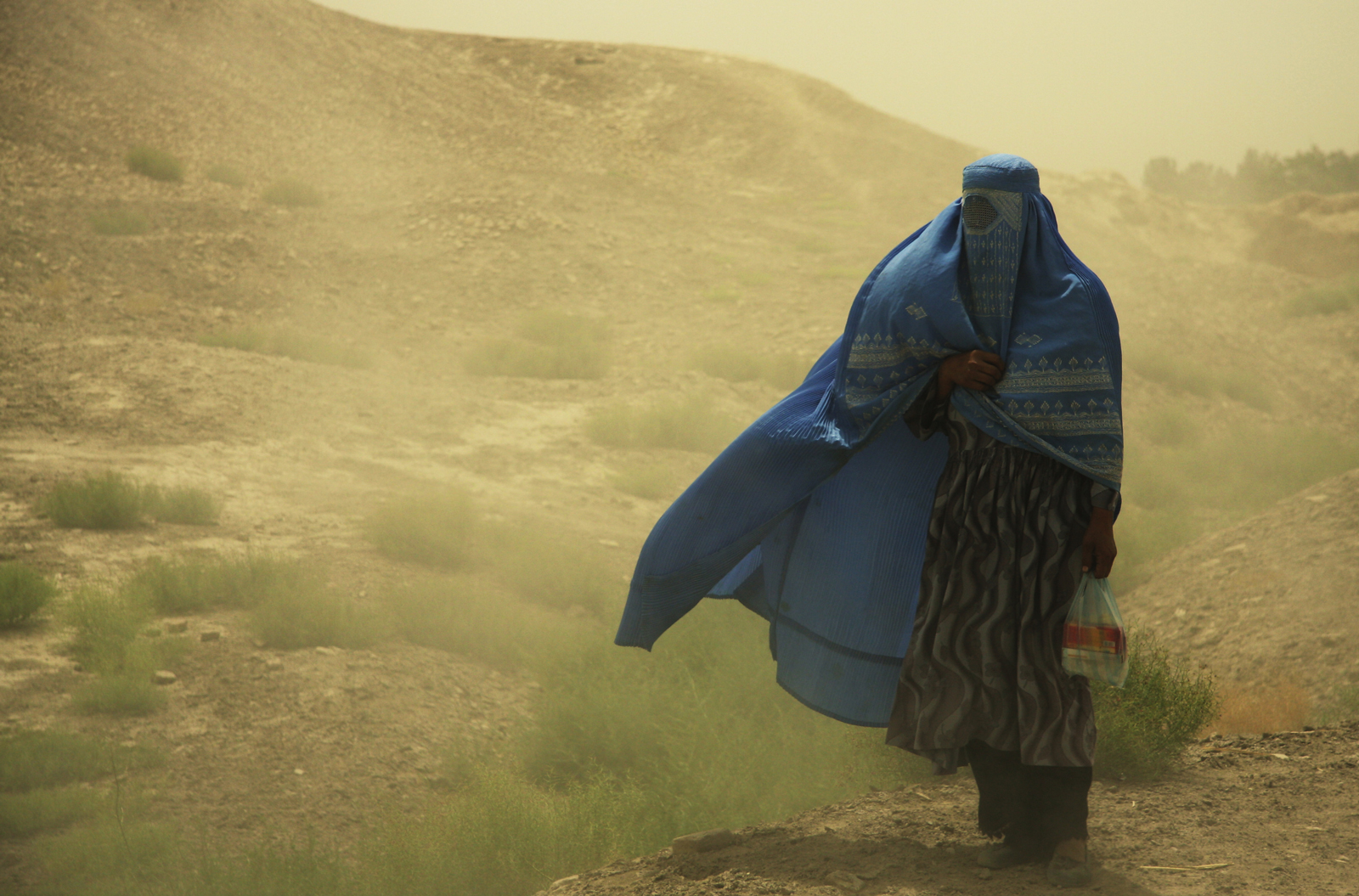
زن افغان با چادری در نزدیکی بلخ
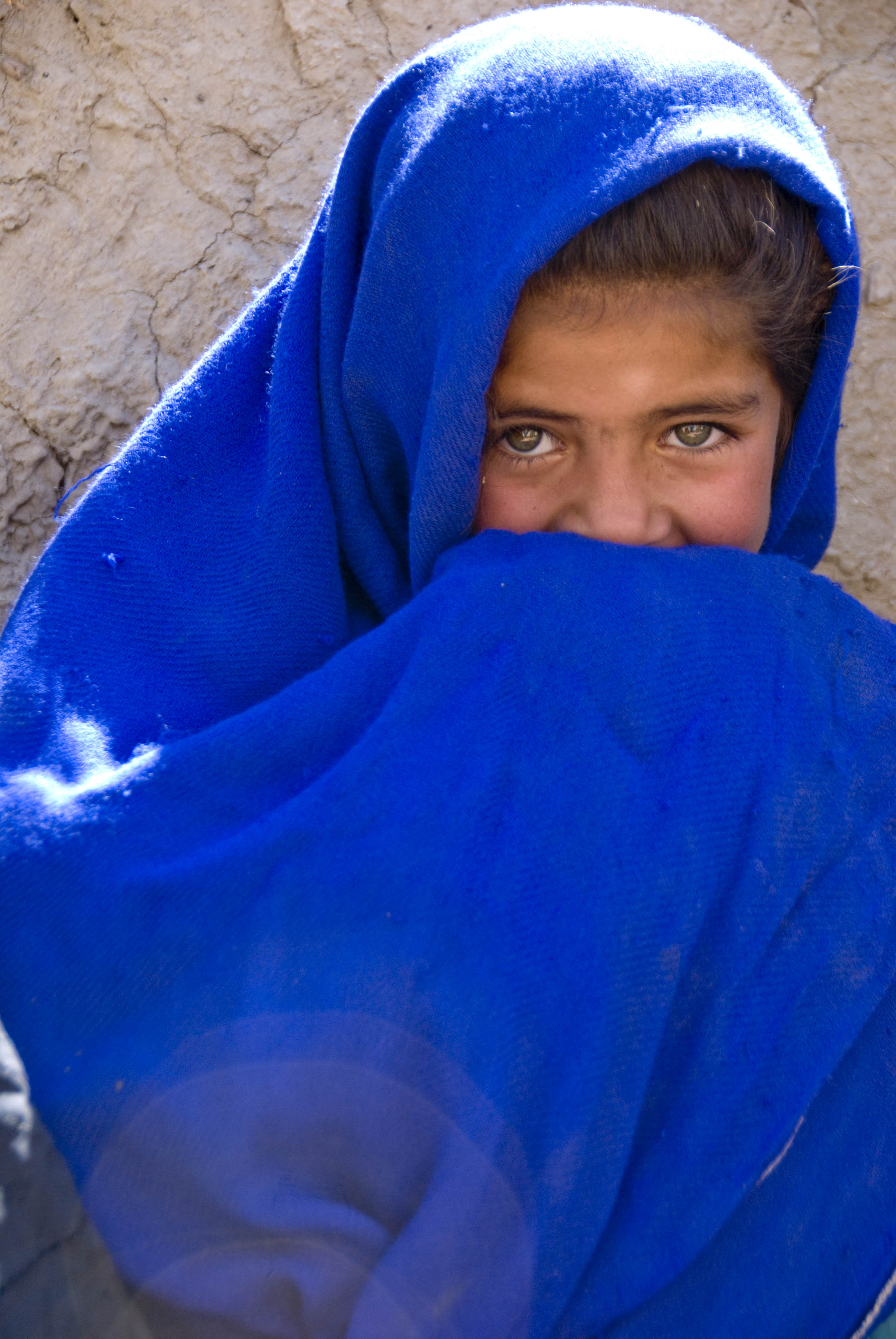
دختری از ولایت قندهار
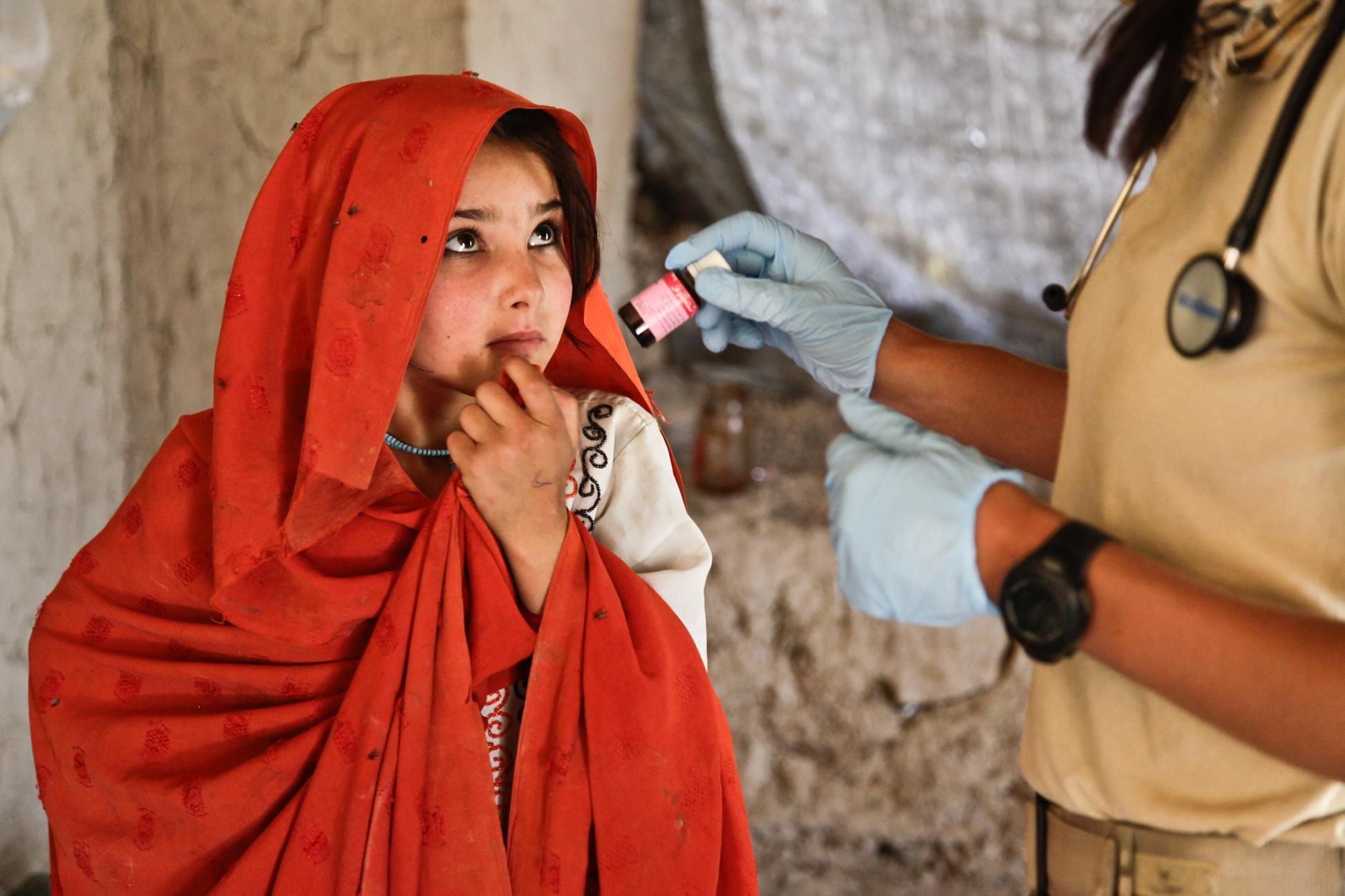
یک دختر افغان تحت درمان یک پزشک آمریکایی در ارزگان
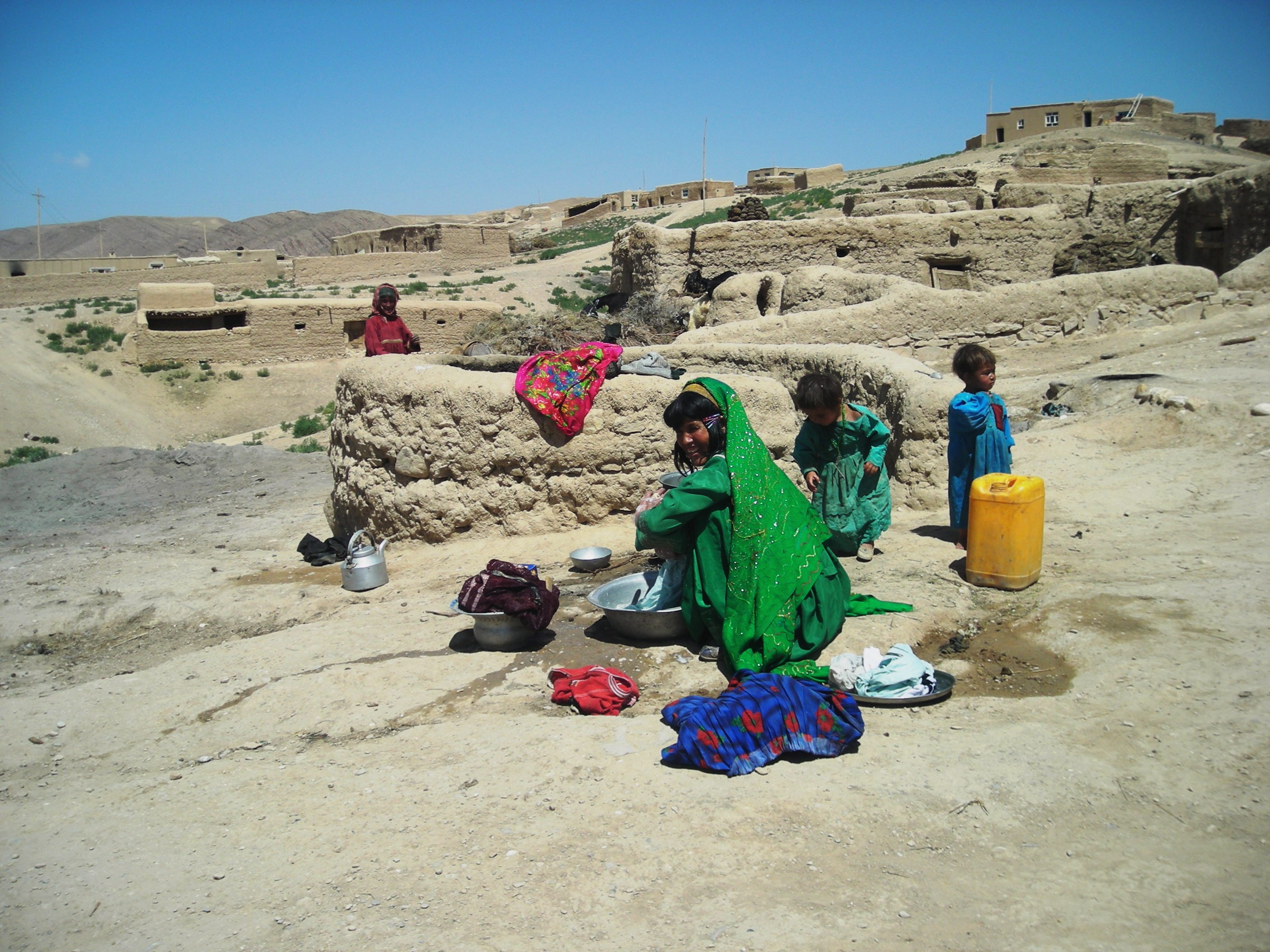
مادری به همراه فرزندانش در روستایی در حوالی چرخچران
زنان قبیله‌ای افغان با لباس سنتی، ۱۹۷۵
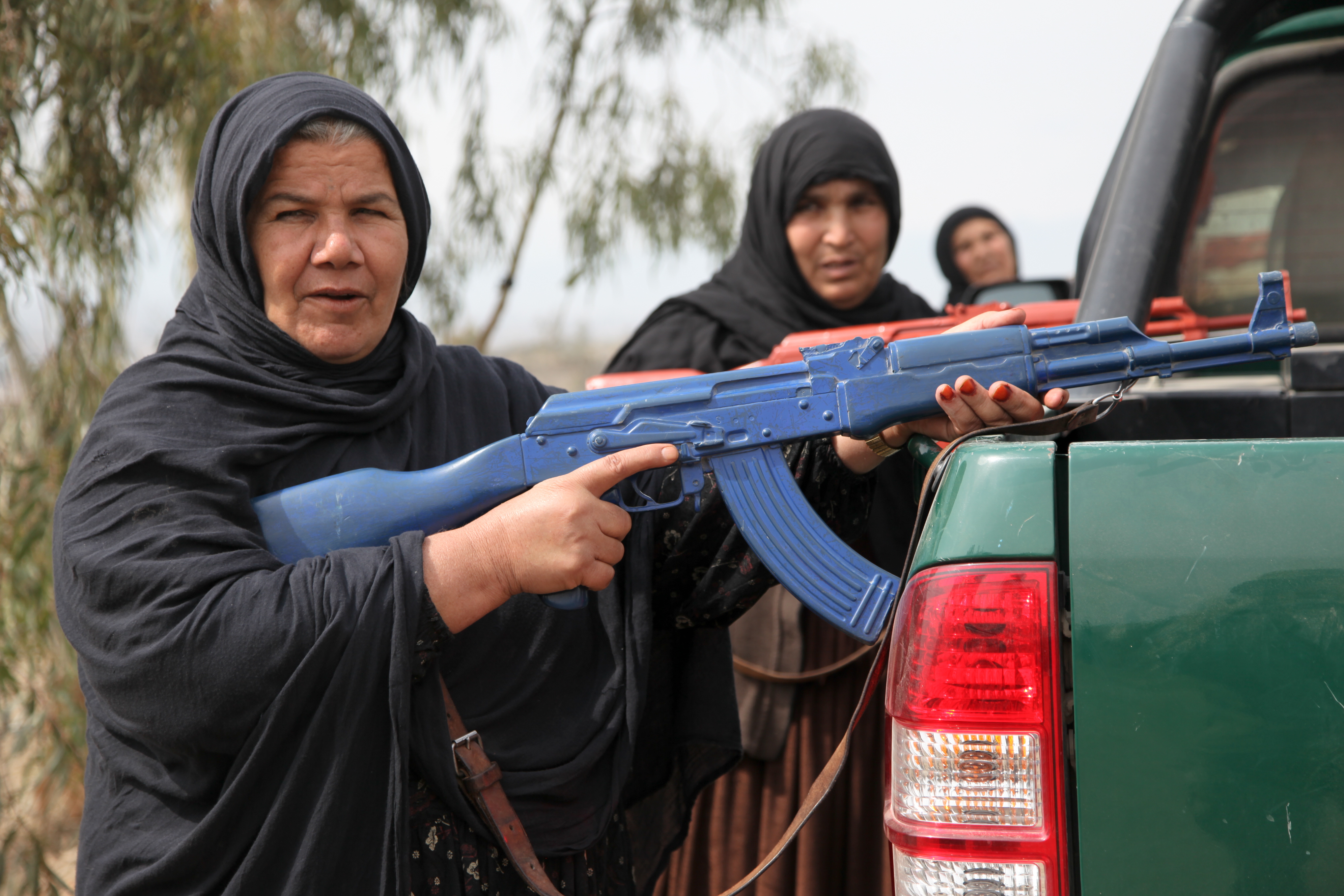
افسران زن در حال آموزش، ولایت خوست، ۲۰۱۳
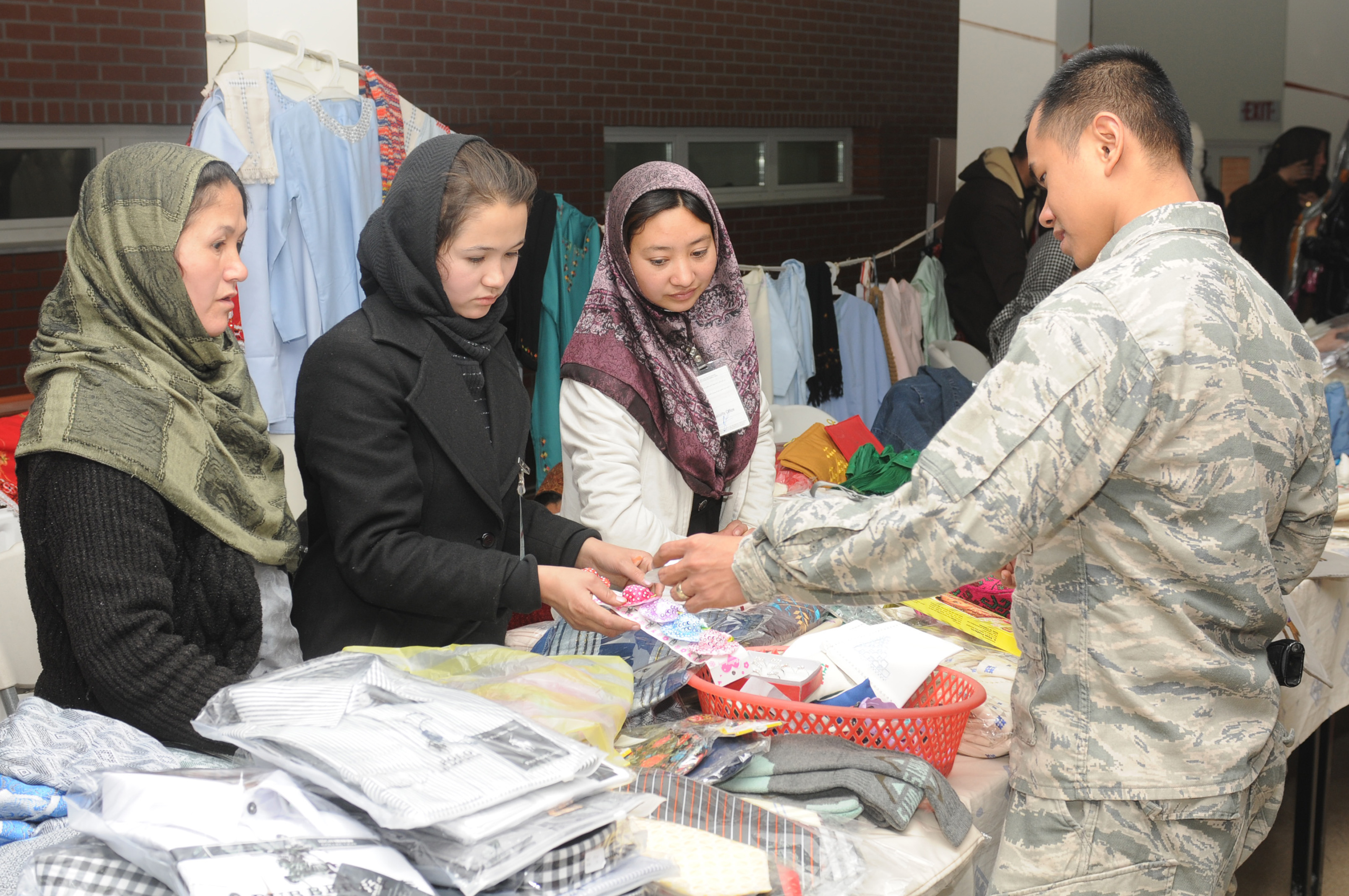
فروشندگان زن در یک بازار کوچک اقلامی را به نیروی هوایی ایالات متحده آمریکا به فروش می‌رسانند. (۲۰۱۰)
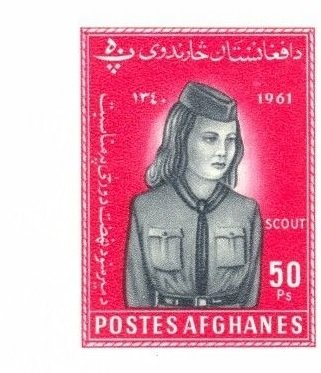
تمبر پستی افغانستان که یک دختر پیشاهنگ را نشان می‌دهد. (۱۹۶۱)
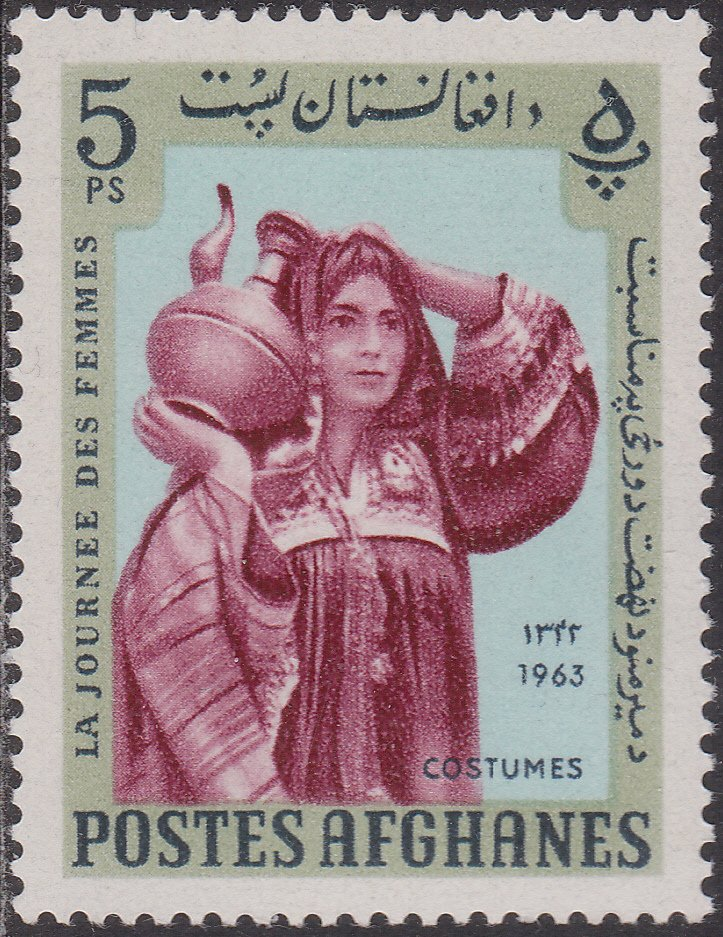
تمبر پستی افغانستان از سال ۱۹۶۳، تصویر یک زن افغان با لباس محلی